# 4603-as mellékút (Magyarország)
A 4603-as számú mellékút egy négy számjegyű mellékút Pest vármegyében, a fővárosi agglomeráció dél-pesti részén; Üllőt kapcsolja össze Ócsával.

## Nyomvonala
Üllő központjában indul, a 4-es, korábban egy ideig 400-as számozást viselő főútból, annak 27+500-as kilométerszelvénye előtt, délnyugati irányban kiágazva, Ócsai út néven. Bő másfél kilométer után lép ki Üllő házai közül, majd a település külterületén több kisebb-nagyobb irányváltása következik. A hatodik kilométere táján, ott éppen délkeleti irányban húzódva elhalad az Állatorvostudományi Egyetem üllői (dóramajori) kampusza és tangazdasága mellett, majd mintegy 7,8 kilométer megtétele után, immár ismét délnyugati, sőt nyugat-délnyugati irányt követve átlép Ócsa területére.

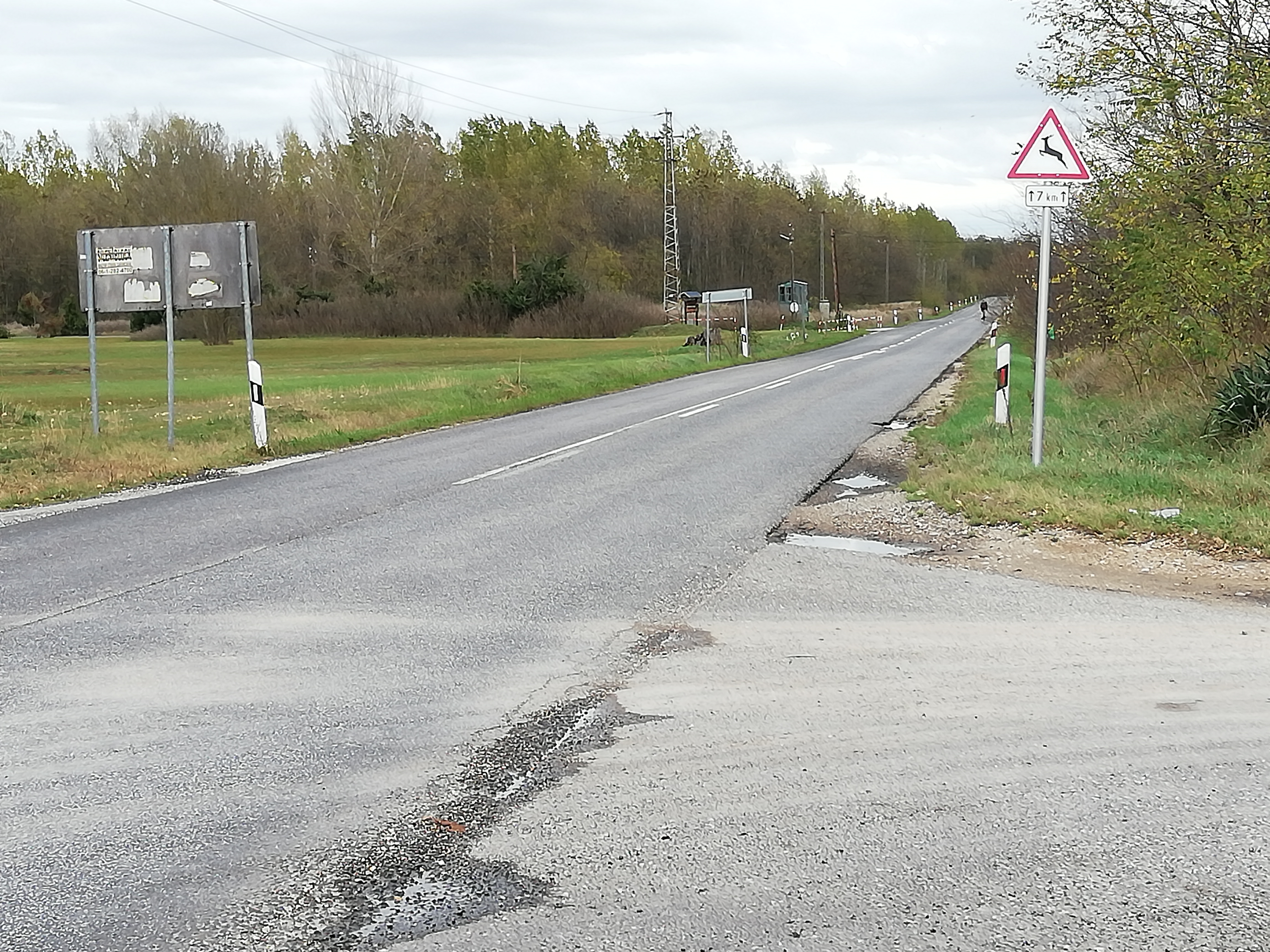
A 4603-as út a 4601-es keresztezésétől Üllő felé nézve

8,9 kilométer után keresztezi a 4601-es utat, amely elvileg Budapest belvárosát köti össze Nagykőrössel, és itt a 28+700-as kilométerszelvényénél jár, de innen tovább, több mint tíz kilométeres szakaszán csak mezőgazdasági útként folytatódik. A 4603-as út 10,7 kilométer után éri el Ócsa Alsópakony településrészét, majd a 12. kilométerénél, felüljárón keresztezi az M5-ös autópályát, amely itt a 30. kilométerénél jár, és amellyel csomópontja is van. Kevéssel a 15. kilométere előtt éri el Ócsa első házait, ott az Üllői út nevet veszi fel. 700 méter után szintben keresztezi a Budapest–Kecskemét-vasútvonalat, majd elhalad a település temetője mellett. Ócsa központjának keleti részén, a 4604-es útba torkollva ér véget, annak 9+900-as kilométerszelvényénél.
Teljes hossza, az országos közutak térképes nyilvántartását szolgáló kira.gov.hu adatbázisa szerint 16,258 kilométer.

## Települések az út mentén
- Üllő
- Ócsa

## Története
Korábban a 31-es főútból ágazott ki, Mende külterületén, Gyömrőn át húzódott Üllőig, majd onnan tovább.
Ismeretlen időpontban azonban az első, körülbelül hat kilométeres szakasza (az M4-es autóút csomópontjáig) a 2020-ban érvényes útszámozási elvek szerint 3-as számjeggyel kezdődő, 3124-es számozást kapott (hiszen a 31-es és a 4-es főutak közti tartományban húzódik), a folytatásban pedig egy nagyjából 2 kilométeres szakaszát önkormányzati úttá minősítették vissza.
Az átszervezés kevéssel 2020 nyarát megelőzően történhetett, mert a kira.kozut.hu nyilvános adattárában a jelzett szakasz abban az időben már a 3124-es útszámot viselte, viszont a 4603-as kilométer-számozása még végig a korábbi, mendei kezdőpontjához viszonyítottan volt megadva ugyanott (teljes hosszánál a 24,443 kilométeres adat szerepelt).